# Graduações do caratê
Daimonkai
- Branca (10° kyu)
- Laranja (9° kyu)
- Azul (8° a 7° kyu)
- Amarela (6° a 5° kyu)
- Verde (4° a 3° kyu)
- Marrom (2° a 1° kyu)
- Preta (1° a 10° Dan)

Do Hon Yama Ryu
- Branca (7° kyu)
- Amarela/Vermelha (6° kyu) se ao fazer o exame para faixa amarela o karateca obter nota máxima ele usa a faixa vermelha no lugar da amarela, mas ainda assim conta como 6° kyu.
- Laranja (5° kyu)
- Verde (4° kyu)
- Azul (3° kyu)
- Roxa (2° kyu)
- Marrom (1° kyu)
- Preta (1° a 9° Dan)
- Preta (10° Dan) Destinado apenas ao Sōke, mestre supremo do estilo.

## Shubu-ra-ki
- Branca
- Amarela
- Laranja
- Roxo
- Verde
- Marrom
- Preta (1° ao 4° Dan)
- Coral - Vermelha e Branca (5° ao 9° Dan)
- Coral - Vermelha, Preta e Branca (10° ao 12° Dan)

## Rengo-Kai
- Branco
- Amarelo
- Laranja
- Vermelho
- Azul
- Verde
- Roxa
- Marrom
- Preta

## Wado-Ryu
- Branco 9º kyu
- Amarelo 8° kyu
- Laranja 7º kyu
- Bordo 6º kyu
- Azul 5º kyu
- Verde 4º kyu
- Roxo 3º kyu
- Marrom 2º kyu a 1º kyu
- Preto 1º Dan ao 10° Dan (10º Dan somente uma pessoa, o Mestre Máximo ou, se a pessoa é 9º dan e morre, automaticamente fica como 10º dan)

## Kyokushin

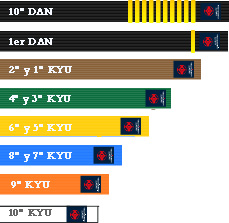
Graduação de faixas no estilo Kyokushin

- Branca (10° kyu)
- Laranja (9° kyu)
- Azul (8° a 7° kyu)
- Amarela (6° a 5° kyu)
- Verde (4° a 3° kyu)
- Marrom (2° a 1° kyu)
- Preta (1° a 10° Dan)

## Shorin-Ryu
- Branca (7º Kyu)
- Amarela (6º Kyu)
- Laranja (5º Kyu)
- Azul (4º Kyu)
- Verde (3º Kyu)
- Roxa (2º Kyu)
- Marrom (1º Kyu)
- Preta (1º a 6º Dan)
- Vermelha e branca (7º e 8°)
- Vermelha (9º e 10º)

## Goju-Ryu
- Branco (7° kyu)
- Amarelo (6º kyu)
- Laranja (5º kyu)
- Verde (4º kyu)
- Azul (3º kyu)
- Vermelho (2º kyu)
- Castanho (1° kyu)
- Preto (1° a 3° Dan)

## Goju-ryu Seiwakai
- Branco mu-kyu
- Amarelo 6º kyu
- Laranja 5º kyu
- Azul 4º kyu
- Verde 3º kyu
- Roxo 2º kyu
- Marrom 1º kyu
- Preta do 1º à 10º dan (o 10º Dan só é legado ao fundador)

## Kenyu-Ryu
- Branco 6º kyu
- Amarelo 5º kyu
- Laranja 4º kyu
- Verde 3º kyu
- Roxo 2º kyu
- Marrom 1º kyu
- Preto 1º Dan a 10º dan

## Goju-KaiLinhagem de Gogen Yamaguchi (IKGA)
- Branco 7º kyu
- Amarelo 6 kyu
- Laranja 5º kyu
- Azul 4º kyu
- Verde 3º kyu
- Roxa 2º kyu
- Marrom 1º kyu
- Preto 1º Dan a 5º Dan
- Vermelho e Branco 6° Dan a 8° Dan
- Vermelho 9° Dan a 10° Dan
- (o 10º Dan só é legado ao fundador)

## Goju-ryuSeigokan[1]
- Branca/Cinza (10º Kyu)
- Amarela (9º Kyu)
- Amarela uma ponta (8º Kyu)
- Amarela duas pontas (7º Kyu)
- Verde (6º Kyu)
- Verde uma ponta(5º Kyu)
- Verde duas pontas(4º Kyu)
- Marrom  (3º Kyu)
- Marrom uma ponta(2º Kyu)
- Marrom duas pontas(1º Kyu)
- Preta (1º ao 10º Dan)

No Brasil além de faixa Branca é utilizada a faixa Cinza e/ou Azul (Clara) para graduar alunos abaixo de 8 anos.
Cada país escolhe a melhor forma de colocar as pontas. No Brasil, é utilizado a mesma configuração de faixa da Europa, que é a faixa + ponta da próxima faixa para os alunos que são menores que 8 anos (ex.: Amarela ponta laranja). Algumas academias aderem esta forma de faixa (ponta) para todas as idades.

## Gensei-ryu
- Branca (10° kyu)
- 1°Azul (9° kyu)
- 2°Azul (8° kyu)
- 3°Azul (7° kyu)
- 1°Verde (6° kyu)
- 2°Verde (5° kyu)
- 3°Verde (4° kyu)
- 1°Roxa (3° kyu)
- 2°Roxa (2° kyu)
- 1°Marrom (1° kyu)
- Preta (1° Dan 10° ao Dan)

## Toshinkai
- Branca (10º kyu)
- Laranja (9º kyu) - Esta apenas para menores de 14 anos.
- Amarela/Branca (8º kyu)
- Amarela (7º kyu)
- Azul/Branca (6º kyu)
- Azul (5º kyu)
- Verde/Branca (4º kyu)
- Verde (3º kyu)
- Marrom/Branca (2º kyu)
- Marrom (1º kyu)
- Preta (1º a 8º dan)

## Seiwakai
- Branco (9 kyu)
- Azul (8º à 7ºKyu)
- Amarela (6º à 5ºKyu)
- Verde (4º à 3ºkyu)
- Castanho (2º à 1ºkyu)
- Preta (1º a 10º Dan)

## Shorinji
- Branca (7º Kyu)
- Amarela (6º Kyu)
- Vermelha ou Azul (5° Kyu )
- Verde (4º Kyu)
- Laranja (3º Kyu)
- Roxa (2º Kyu)
- Marrom (1º Kyu)
- Preta (1º a 10º Dan)

## Uechi-ryu
- Branca (10º Kyu)
- Azul Claro (9° Kyu)
- Roxa (8° Kyu)
- Vermelha (7° Kyu)
- Amarela (6° Kyu)
- Laranja (5° Kyu)
- Verde (4° Kyu)
- Azul Escuro (3° Kyu)
- Marrom I (2° Kyu)
- Marrom II (1° Kyu)
- Preta (1° a 4º Dan)
- Coral (5º a 10º Dan)

## Shotokan
- Branca (9° Kyu)

Branca ponta cinza (8,5º Kyu)
- Cinza (8º Kyu)

Cinza ponta azul (8,5-7,5º Kyu)
- Azul (8-7º Kyu) - para menores de 15 anos

Azul ponta amarela (6,5º Kyu)
- Amarela (6º Kyu)

Amarela ponta laranja (5,5º Kyu)
- Laranja (5º Kyu)

Laranja ponta verde (4,5º Kyu)
- Verde (4º Kyu)

Verde ponta roxa (3,5º Kyu)
- Roxa (3º Kyu)

Roxa ponta marrom (2,5º Kyu)
- Marrom I (2°Kyu)
- Marrom II (1º Kyu)
- Preta (1º a 10º Dan)

Lembre-se: No Shotokan, há também a possibilidade das academias colocar pontas coloridas para alunos menores de 8 anos que apresentarem domínio bom/excelente nos exames e passarem para outras faixas. Há essa escolha, pois, no Shotokan, a idade mínima para pegar o 1º dan de faixa preta é de 16 ou 18 anos (depende da academia). Também existem academias que fazem com que pontas coloridas existam para todas as idades.
OBS.: A faixa azul é possível apenas para pessoas menores de 15 anos. Dependendo da academia é maior essa idade. Para adultos faixa cinza, passam direto para a amarela.
Caso queira saber mais sobre esse estilo de karatê, clique aqui: 
Shotokan

## Shotokan SKIF
- Branca (10° Kyu)
- Azul clara  (9° Kyu)
- Amarela (8º Kyu)
- Laranja (7º Kyu)
- Verde (6º Kyu)
- Azul escuro (5º Kyu)
- Roxa (4º Kyu)
- Marrom I (3°Kyu)
- Marrom II (2°Kyu)
- Marrom IIl (1°Kyu)
- Preta (1º a 10º Dan)

## Shito-Ryu Kenshi-Kai
- Branca (7º Kyu)
- Amarela (6º Kyu)
- laranja (5º Kyu)
- azul (4º Kyu)
- verde (3º Kyu)
- roxa (2º Kyu)
- Marrom (1º Kyu)
- Preta (1º ao 4º Dan)
- Coral (5° ao 7° Dan)

## Shobu-ryu
- Branca
- Laranja
- Verde
- Azul
- Vermelha
- Roxa
- Marrom
- Preta (1 ao 10. Grau)